# Cord
Cord (Корд) — з 1929 року американський виробник автомобілів. Штаб-квартира розташована в Коннерсвілі, штат Індіана. У 1937 році компанію купує Даллас Уінслоу. У 1941 році компанія припинила виробництво автомобілів.

## Еррет Корд. Заснування компанії
Еррет Лоббан Корд починав з того, що в 1924 році у віці 30 років прийшов працювати у фірму «Оберн», яка тоді перебувала в жалюгідному стані, машини не продавалися і треба було рятувати фірму. Корд запропонував перефарбувати машини в яскраві кольори, і застояний товар розійшовся. За домовленістю Корд мав отримувати за свою роботу по 1500 доларів на місяць, на ті часи — непогані гроші, можна було нормальну машину купити. Проте вже через рік талановитий менеджер став біля керма компанії, а незабаром, в 1929 році, з'явився цілий холдинг, який називався Cord Corporation — до нього входило загалом близько 150 фірм. Серед яких були: автомобільні Auburn Automobile, Duesenberg Inc. і якийсь час Checker Cab; моторобудівна фірма Lycoming Engines; кораблебудівна фірма — New York Shipbuilding; літакобудівна компанія Stinson Aircraft Company і фірма з авіаційних перевезень American Airways, яка тепер є третім за величиною авіаперевізником у світі, але нині називається фірма American Airlines, Inc. Також Корд уже в 30-х володів своїми радіо- та телевізійними компаніями. Випускаючи непогані автомобілі марки «Оберн» і шикарні «Дюзенберг», Еррет Корд запитав себе: «Чому б не заснувати фірму свого імені?» У 1929 році з'являється фірма Cord Automobile.

## Початок виробництва автомобілів
Але Е. Л. Корд — людина амбітна, для першого серійного автомобіля, що носить його ім'я, треба щось незвичайне. А з середини 20-х на Інді 500 перемагав Генрі Міллер, цей товариш ганяв на передньопривідних машинах. Корд наймає помічника Міллера — Корнеліуса Ван Ранста — для побудови передньопривідного автомобіля, сам Міллер і гонщик Леон Дуррей виступають як консультанти проекту. Раму автомобіля проектував Герберт Сноу, побудувавши вперше в США Х-подібну раму. Дизайн же автомобіля малював заводської дизайнер Алан Лімі.

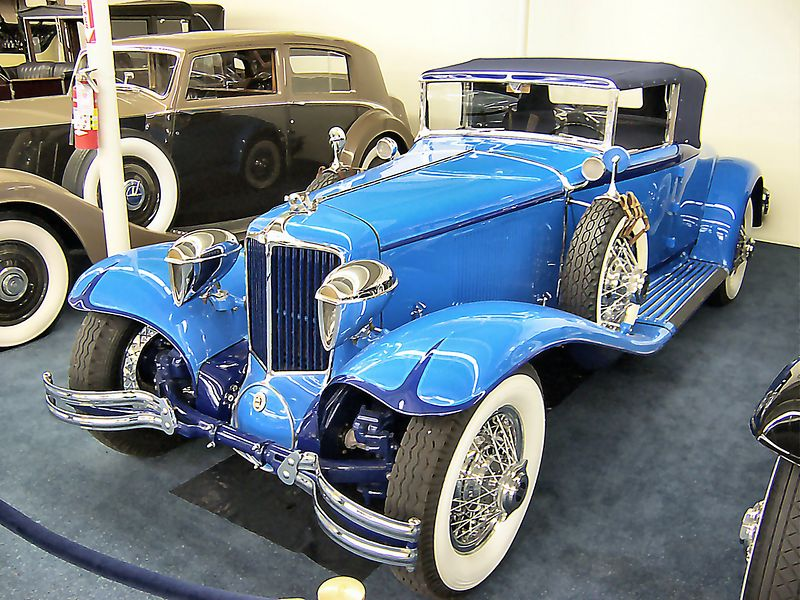
Cord L29 Cabriolet із замовними фарами

У підсумку в серпні 1929 року отримали низький передньопривідний автомобіль, зовні схожий на дорожчий Duesenberg J. Рядна 8-ка фірми «Лайкомін» об'ємом в 4.9 л розвивала 125 сил, і була ідентичною моторам, які ставилися на дешевші «Оберн 120». Цікавою особливістю автомобіля було те, що коробка передач знаходилася між мотором і диференціалом, великі гальма (30 см спереду і 38 см ззаду) мали гідравлічний привід.
Автомобіль вийшов нижчим всіх випущених в той час автомобілів, проте максимальна швидкість автомобіля навіть не досягала 130 км/год, що було нижче, ніж у більш дешевих «Оберн», однак родзинка машини була не в цьому, машина мала низький центр тяжіння, досить широкі колеса, розміром 7х18, і кермове управління всього в 4 обороти керма, це дозволяло «гітманам», тобто гангстерським босам, без проблем тікати від поліцейських машин в міському русі.
До речі, через кілька місяців з'явився ще один американський передньопривідний автомобіль — Ruxton, який, до речі, проектував родич Ганца Ледвінки — Йозеф Ледвінка, однак завдяки тому, що Корд випередив фірму Moon, яка випустила «Ракстон», сьогодні вже ніхто й не знає про нього.

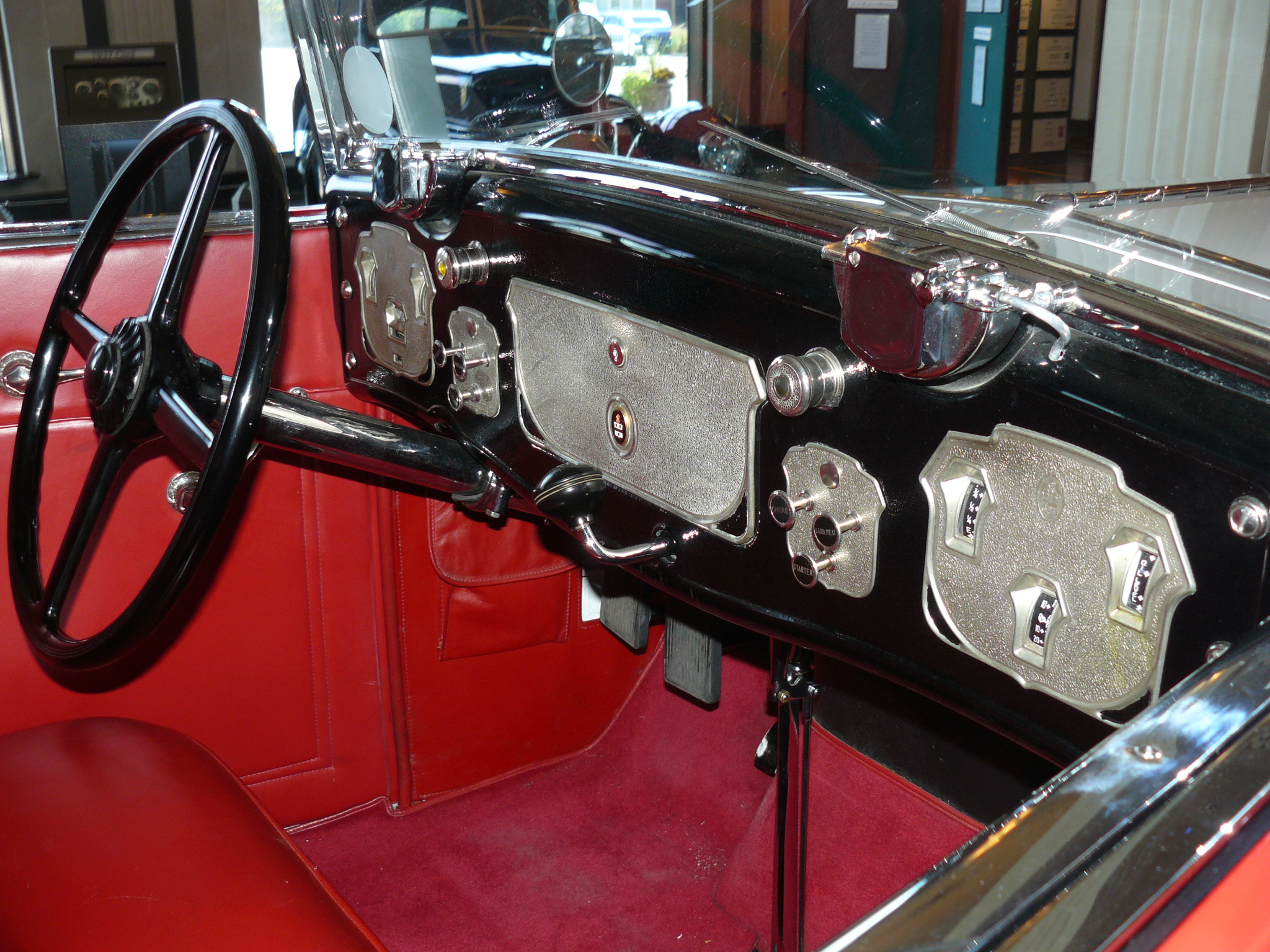
Панель приладів Cord L29

У салоні на панелі приладів було незвичайно багато приладів, таких, як показник тиску масла, температурний датчик масла, насиченість запалювання, датчик температури води тощо.

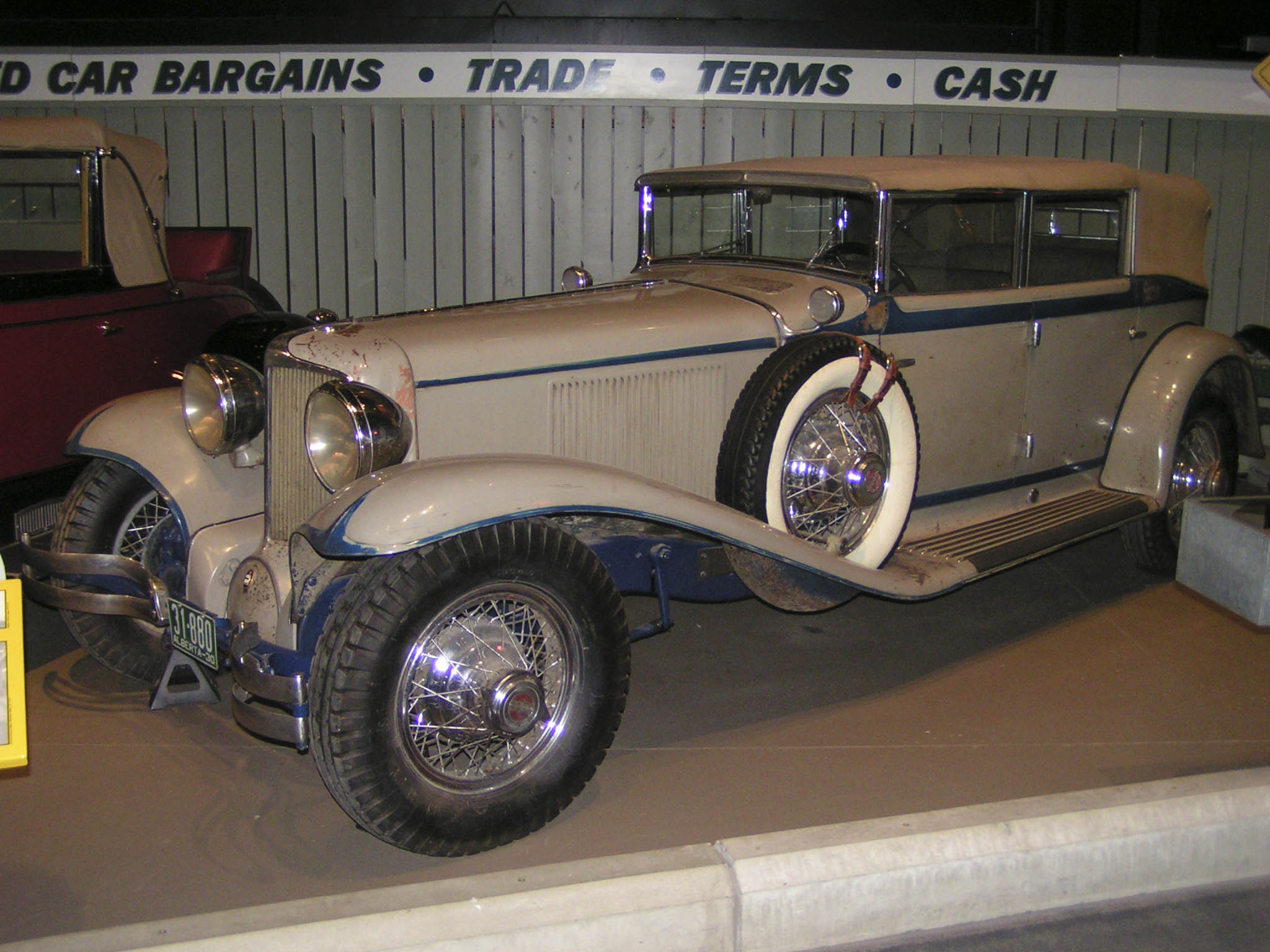
Cord L29 Sedan

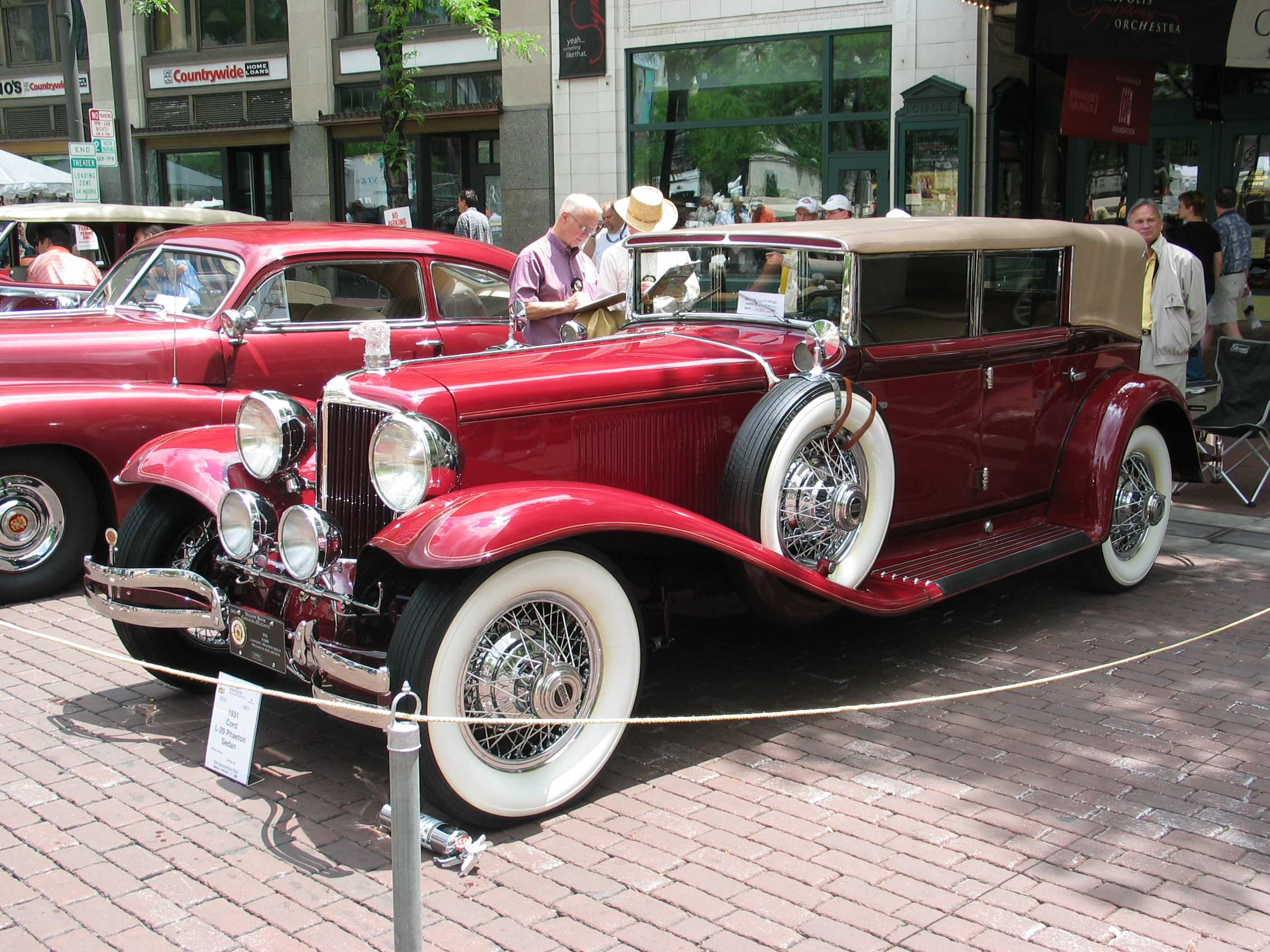
Cord L29 Phaeton

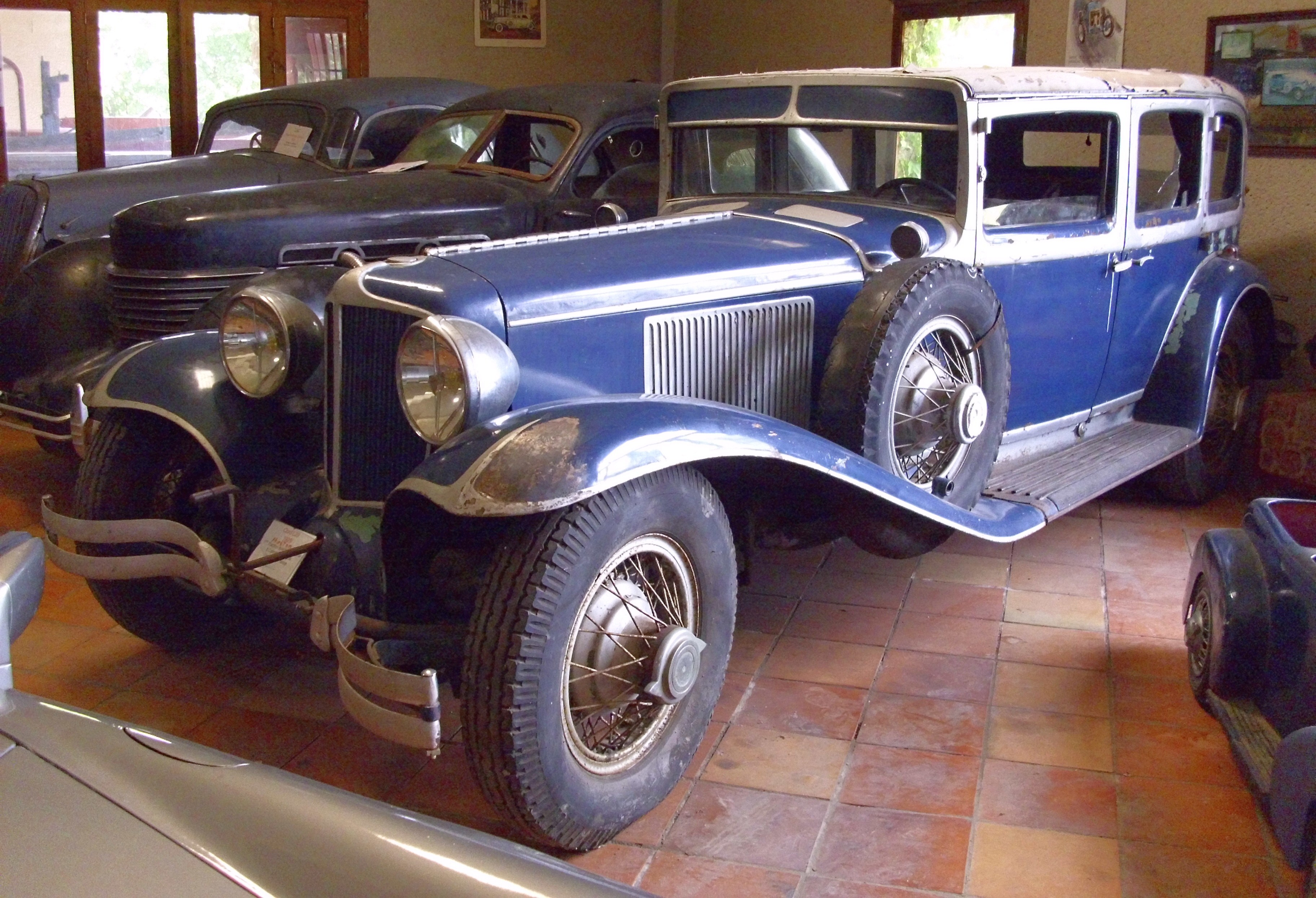
Cord L29 Phaeton-Sedan

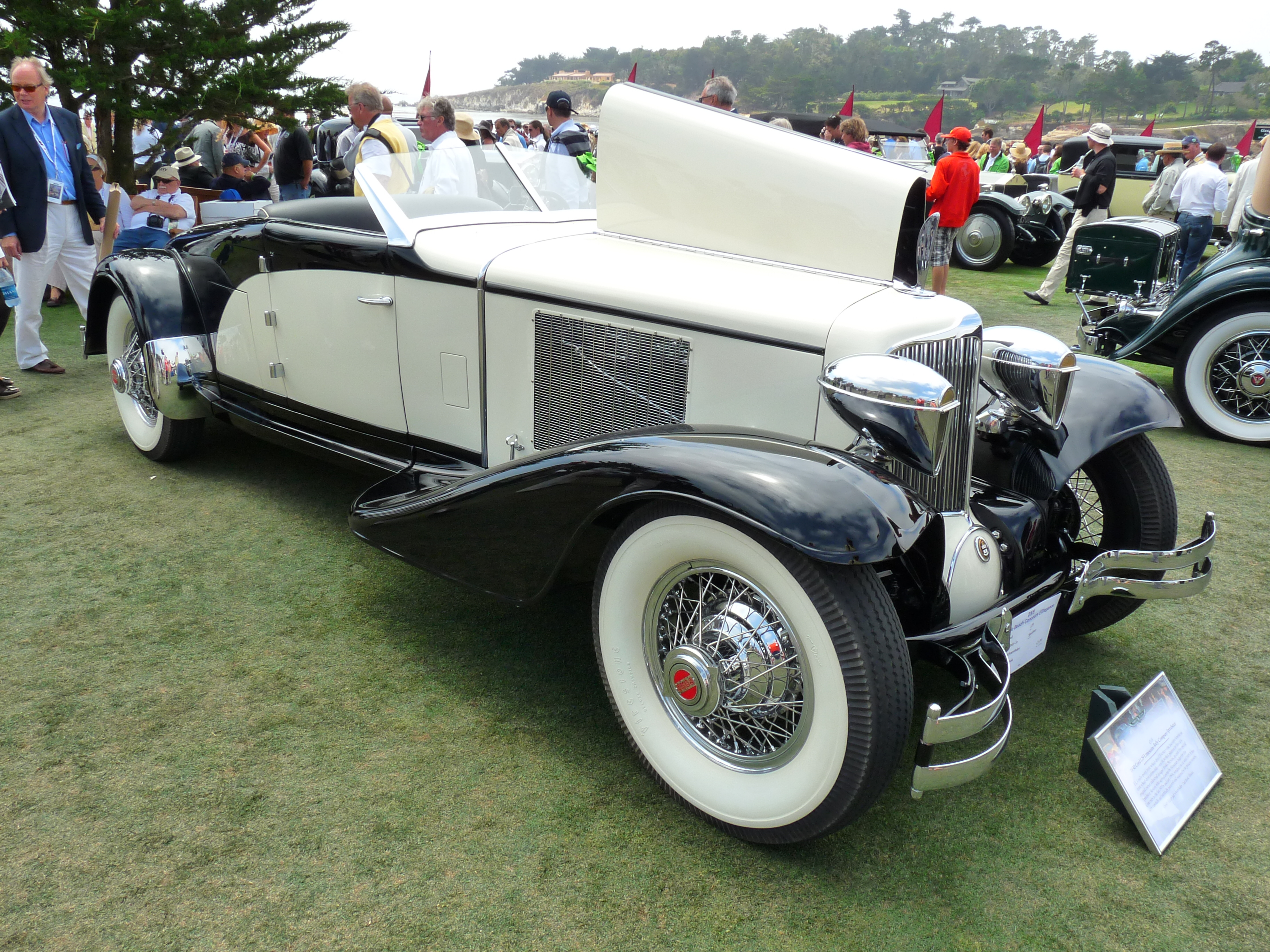
Cord L29 Speedster

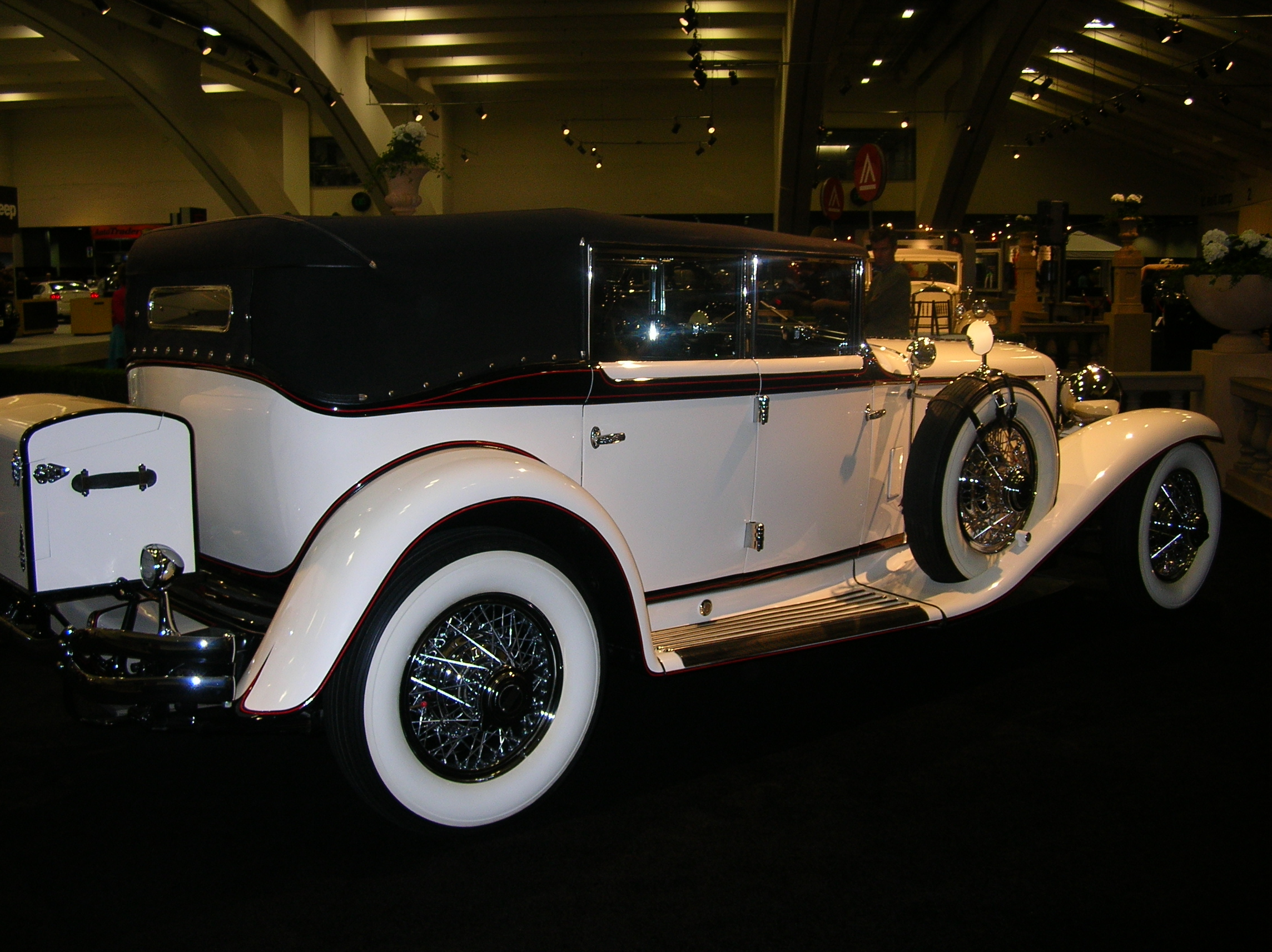
Cord L29 Brougham

Однак машина не продавалася так, як очікував Е. Л. Корд, і справа тут далеко не в середній ціні на автомобіль, яка була на рівні 3000 доларів. Консервативніші Stutz, Marmon, Franklin, Lincoln або Packard були куди дорожчими цього передового автомобіля, вся справа була в горезвісному краху Уолл Стріт: до 1932 року вдалося продати всього 4400 автомобілів різних типів кузовів.
У 1934 році розпочався проект по створенню нового автомобіля, спочатку планувалося побудувати передньопривідний «Дюзенберг», і керівником проекту була Аугуст Дюзенберг. До речі, цікавий факт, ще в 1933 році дизайнер автомобіля — Гордон Міллер Б'юріг — відправив ескіз майбутнього автомобіля на конкурс дизайнерів, головував в якому Харлі Ерл, роботі присудили останнє місце, назвавши її найгіршою роботою, що взагалі бачили.
Однак Корду дизайн сподобався, і вирішили трохи доопрацювати його, так з'явилися закриті фари, ідею яких підгледіли з фар літаків фірми Stinson, яка також входила в імперію Корда. До речі, цікавий факт, фари відкривалися спочатку не вертикально, а горизонтально, але на серійних машинах фари відкривалися-закривалися вертикально.
Автомобіль не мав решітки радіатора, замість неї був ряд широких хромованих смужок, що простягнувся до передніх дверей, через характерний дизайн машина отримала прізвиська: «холодильник» і «кришка труни».

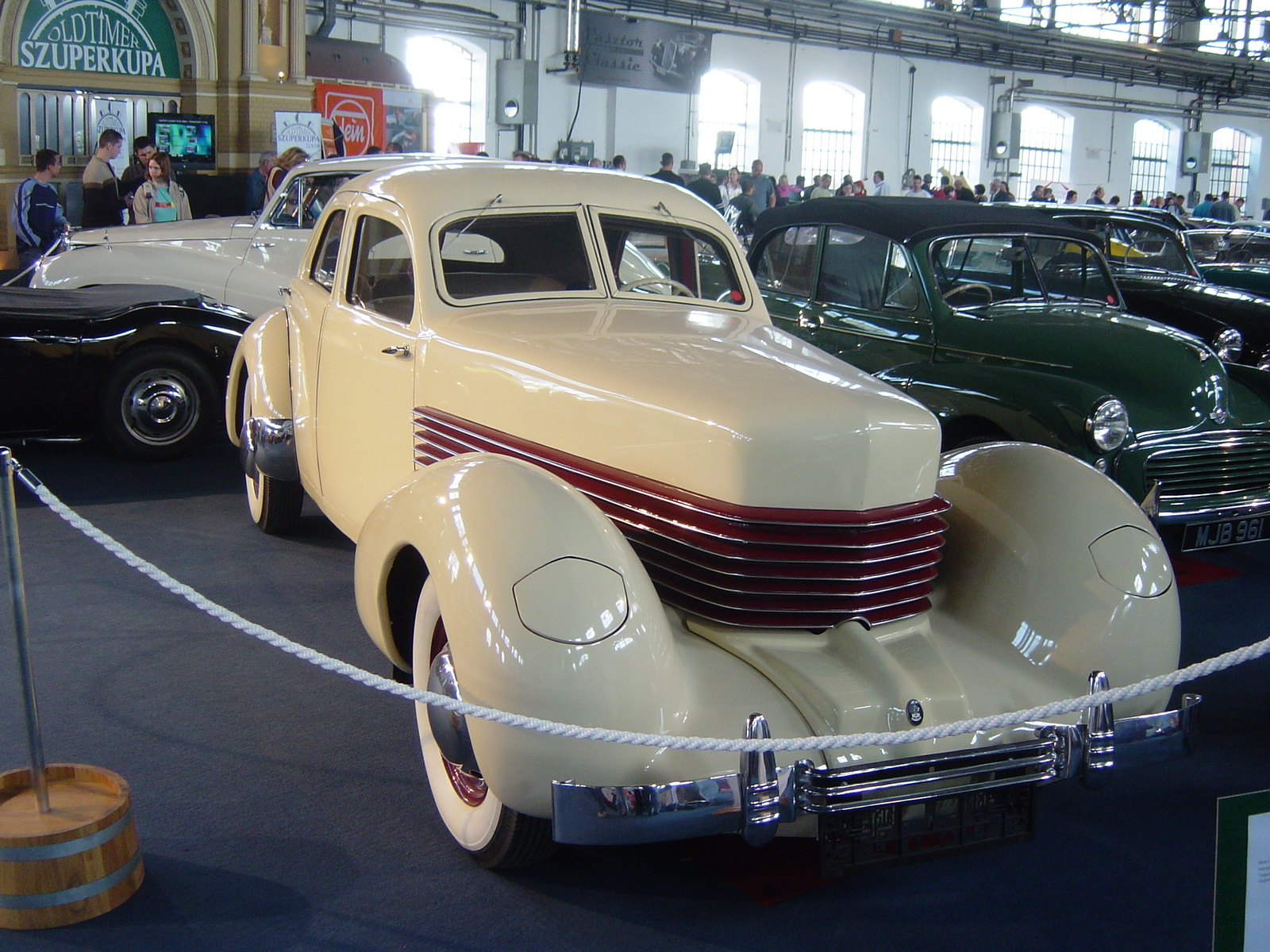
Cord 810 Westchester Sedan

Однак на виставці Нью-Йоркському автосалоні в листопаді 1935 року фурор справив автомобіль, який носив назву зовсім не Duesenberg, а Cord — Cord 810. Це був передньопривідний автомобіль з мотором фірми Lycoming також потужністю в 125 сил, але об'ємом не в 4.9 л, як попередник, а 4.7 л, але головна відмінність була в тому, що це був не рядник, а V8.

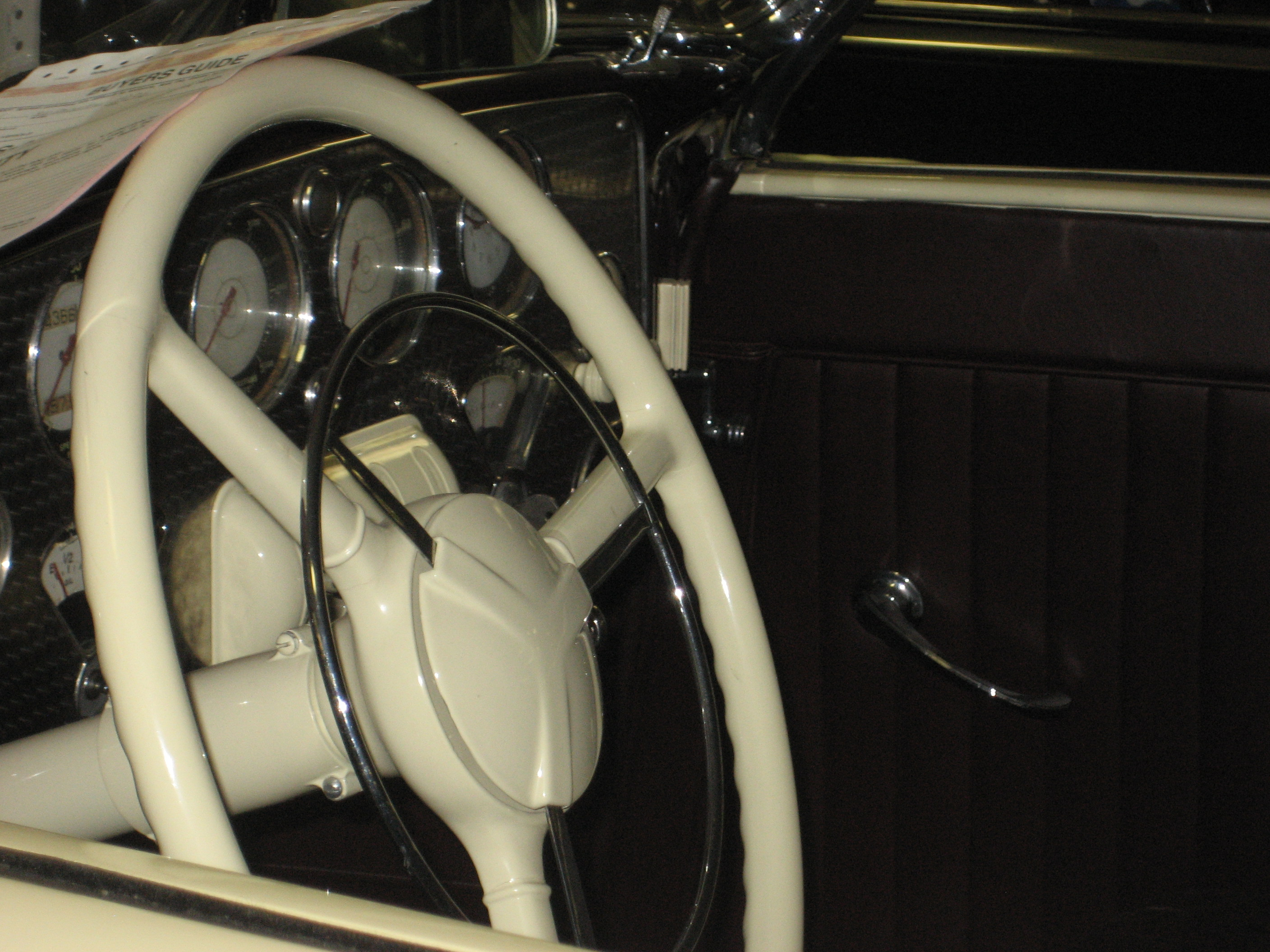
Салон Cord 810/812

Однак передній привід — це було все, що ріднило L29 і 810. 810 отримав незалежну підвіску передніх коліс, вакуумний підсилювач гальм, передачі в коробці передач управлялися електрично через важелі, які були встановлені на кермовій колонці. До речі, назва 810 з'явилася завдяки тому, що початок виробництва намічався на 10 серпня 1935 року, однак до цього терміну не встигли запустити виробництво машин, так що тільки восени модель була анонсована.
З дизайнерських особливостей, крім незвичайної морди і прихованих фар, були: приховані петлі дверей, капот «алігаторного типу», тобто відкидається назад, задні фари інтегровані в кузов, так само, як і лючок бензобака. Серійно малися радіоприймач і тахометр, що не було нормою до початку 50-х навіть на дорогих автомобілях. Двірники були з регульованою швидкістю (2 швидкості), в той час не всі машини їх мали, це раз, а по-друге, ті, які їх мали, в більшості своїй мали механічний привід.
Це був успіх, замовлень було багато, навіть з передоплатою, спочатку планувалося доставити автомобілі до Різдва 1935 року, однак замовники отримали не машини, а модельки, бо Корд переоцінив можливості, продемонструвавши автомобіль завчасно, головною причиною були складнощі з кузовами, які були інтегровані з рамами, тобто практично несучі кузова.
По-друге, дорогі кузови зажадали зайвих вливань, які нізвідки було взяти, так вирішили економити на всьому, що можна, внутрішні ручки дверей купили на розпродажі банкротного майна.
Але найголовнішою проблемою було те, що на виставці були представлені автомобілі без трансмісії, її просто не довели ще до пуття. Треба сказати, що 100 автомобілів «Корд 810» були побудовані всього за кілька місяців до Нью-Йоркської виставки, бо організатори шоу виставили таку умову.
Однак до весни 1936 року вдалося запустити автомобіль в серію, але тут з'ясувалося, що мотор має схильність до перегріву, наслідки якого приводили до тріщин в алюмінієвих голівках мотора, коробка передач була задумливою, і іноді сама вмикала під час ходу нейтралку, шруси — ненадійні. За машиною закріплюється слава ненадійної, багато хто починає відкликати свої замовлення.
А оперний співак Беньяміно Джільї, який хотів замовити такий автомобіль, просить переробити свій надійний L29 в стилі 810, правда він не дуже на нього схожий, крім передніх дверей.
У 1936 році Корд будує більшу модель 935 з мотором V16, потужністю 200 сил, його база становила 4 м, проте далі двох прототипів справа не пішла, бо треба було вирішувати проблеми з 810, для цього Е. Л. Корд продає частину своєї імперії за 4 млн доларів.

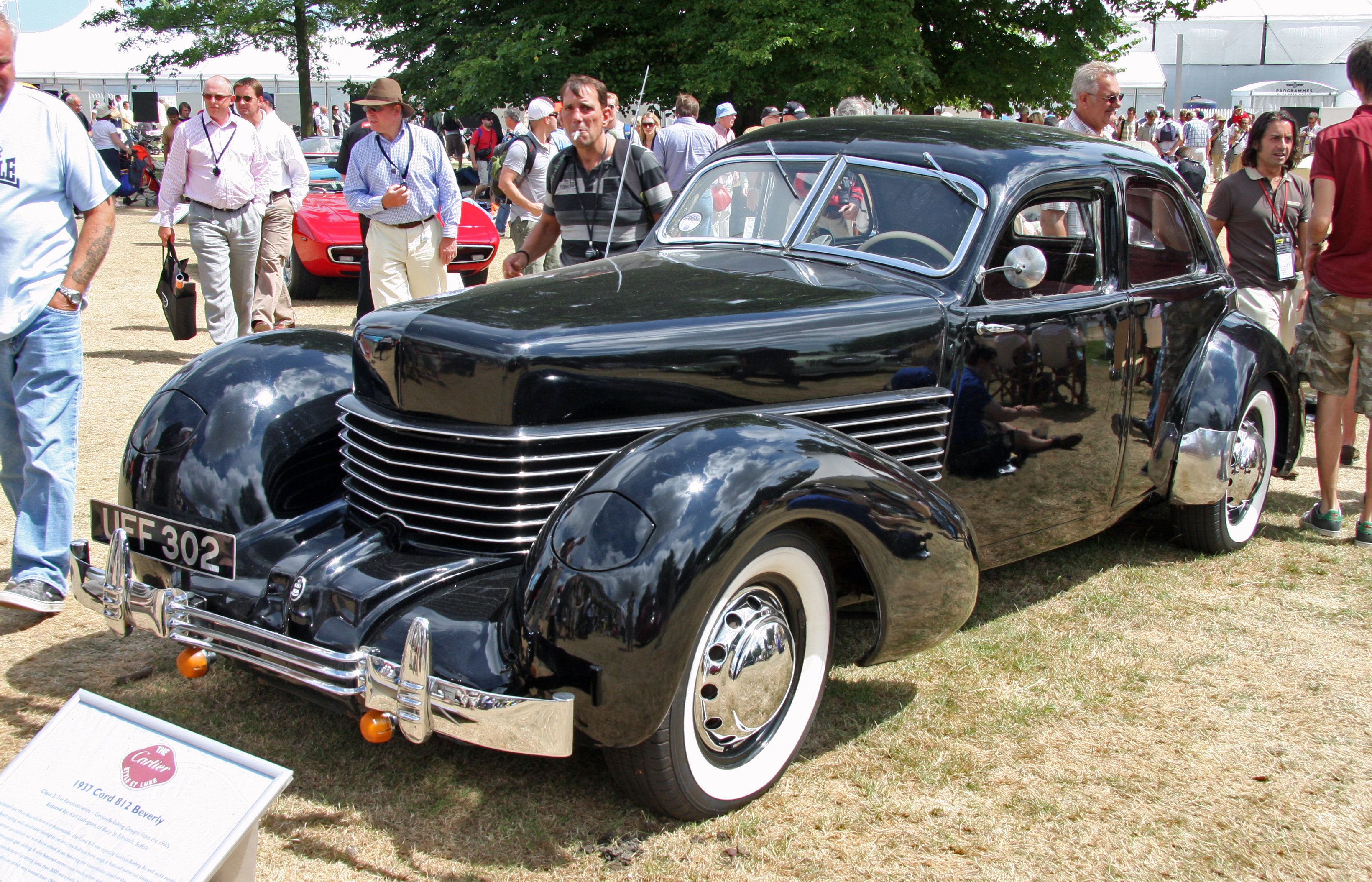
Cord 812 Sedan Beverly

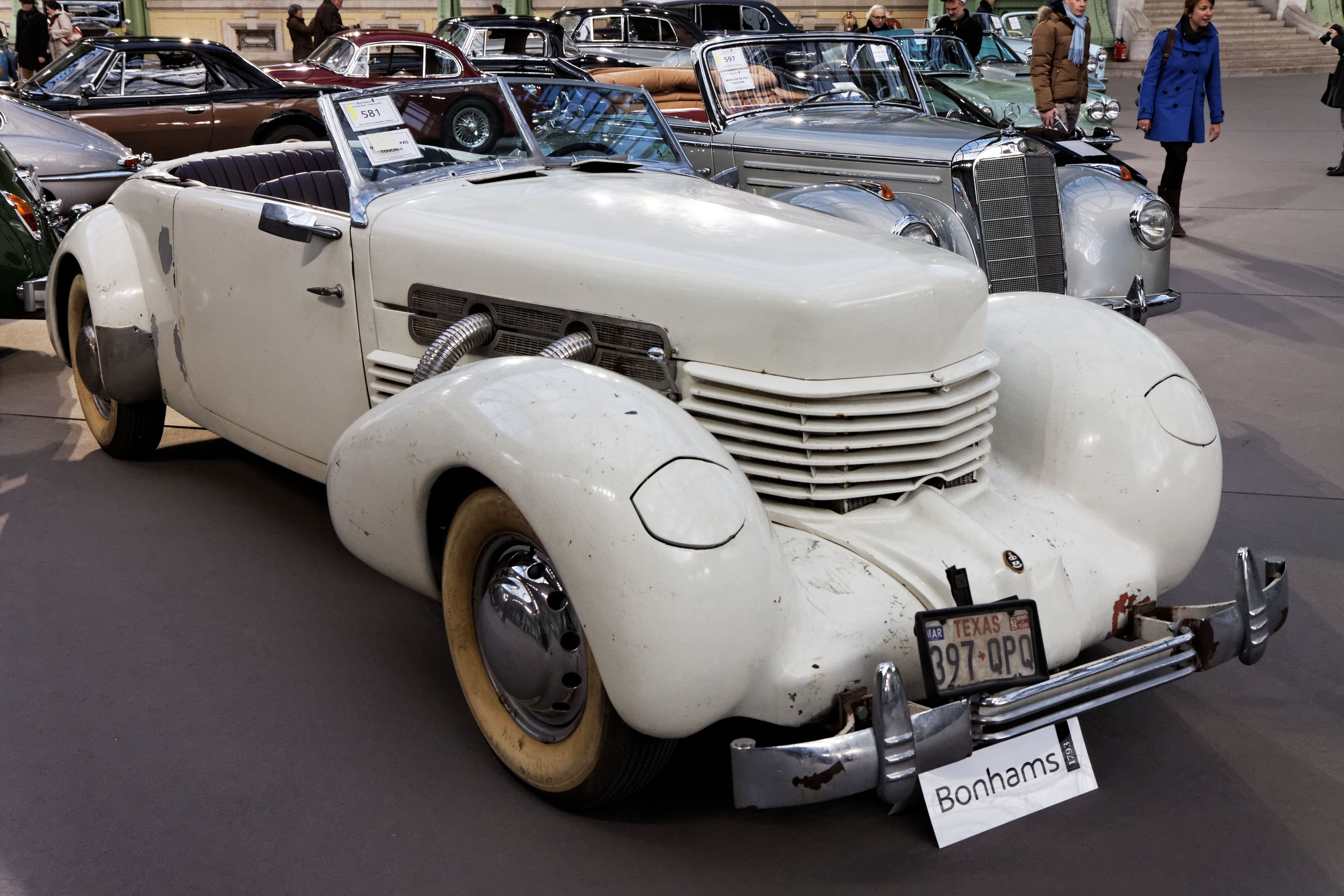
Cord 812SC з кузовом кабріолет

У 1937 році, вилікувавши дитячі болячки, модель 810 отримує новий індекс — 812. Деякі думають, що всі 812 компресорні, але це не так. Відрізнити 812SC з компресором від атмосферних моделей 812 можна по трубах, які виходять з боковин капота, зроблені вони були для поліпшення охолодження двигуна, бо компресор через брак місця встановили зверху мотора, до речі, компресорні машини мають трохи високий капот, але не знаючи цього різницю важко помітити.
Автомобілі з компресором мали 2 варіанти наддуву в 170 і 190 сил, з останнім варіантом «Корд» міг розвивати 170 сил і розганятися до 100 за 13 секунд, він був одним з найшвидших американських автомобілів свого часу.

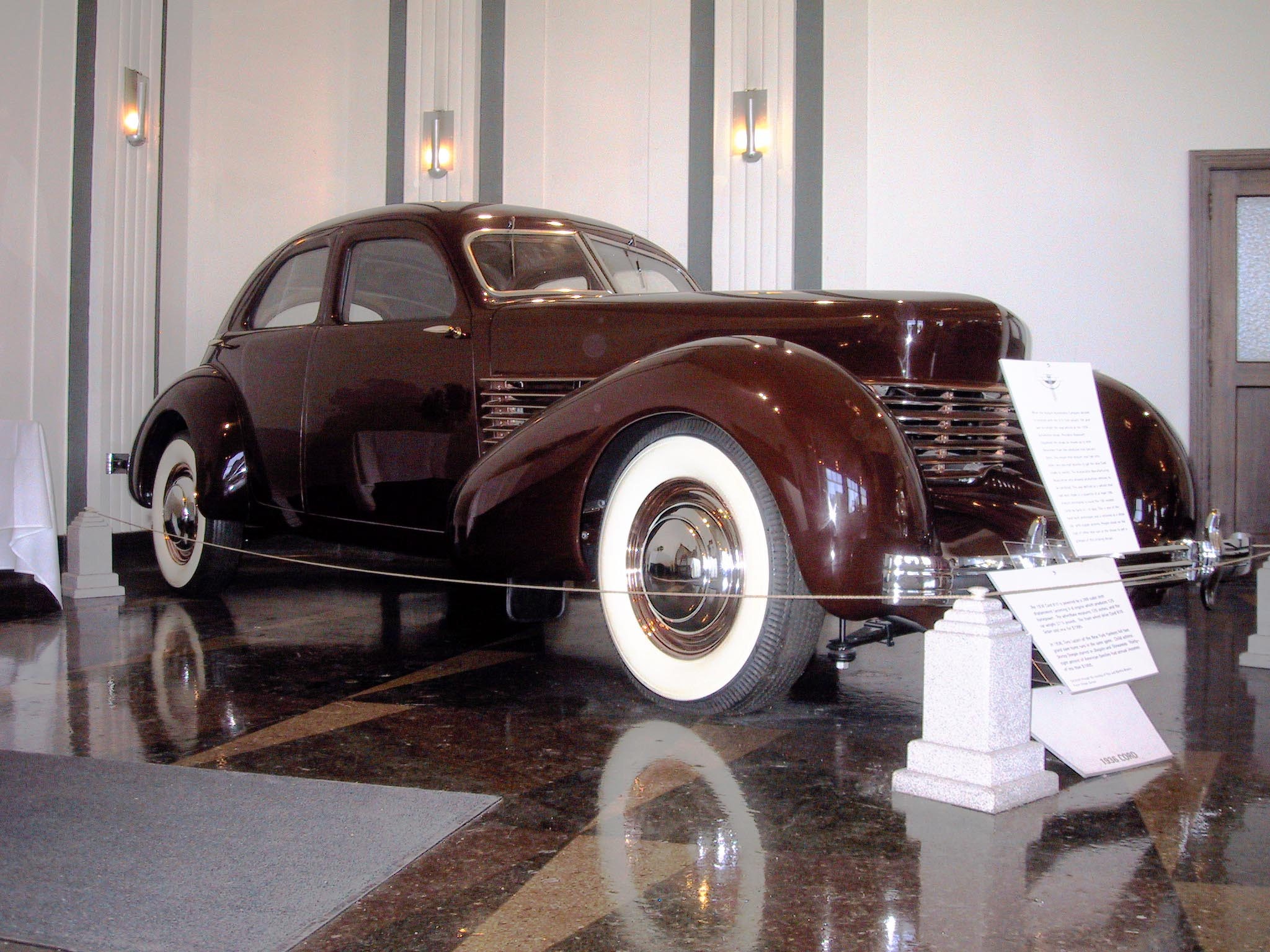
Cord 810 Hardtop

Незважаючи на те що, автомобіль купували багаті, знамениті і харизматичні люди, як, наприклад, норвезька ковзанярка Соня Хенні (її чорний 810 до сих пір зберігся), американська льотчиця Амелія Ерхарт, бізнесмени Вільям Ріглі і Говард Х'юз, актори Том Мікс і Джонні Весмюллер, він же Тарзан. В СРСР, як не дивно, теж був один «Корд 812», їздив на ньому Герой Радянського Союзу льотчик Михайло Громов, який здійснив безпосадочний переліт через Північний полюс в Америку. Його машина збереглася до наших днів і знаходиться в РФ в приватній колекції.

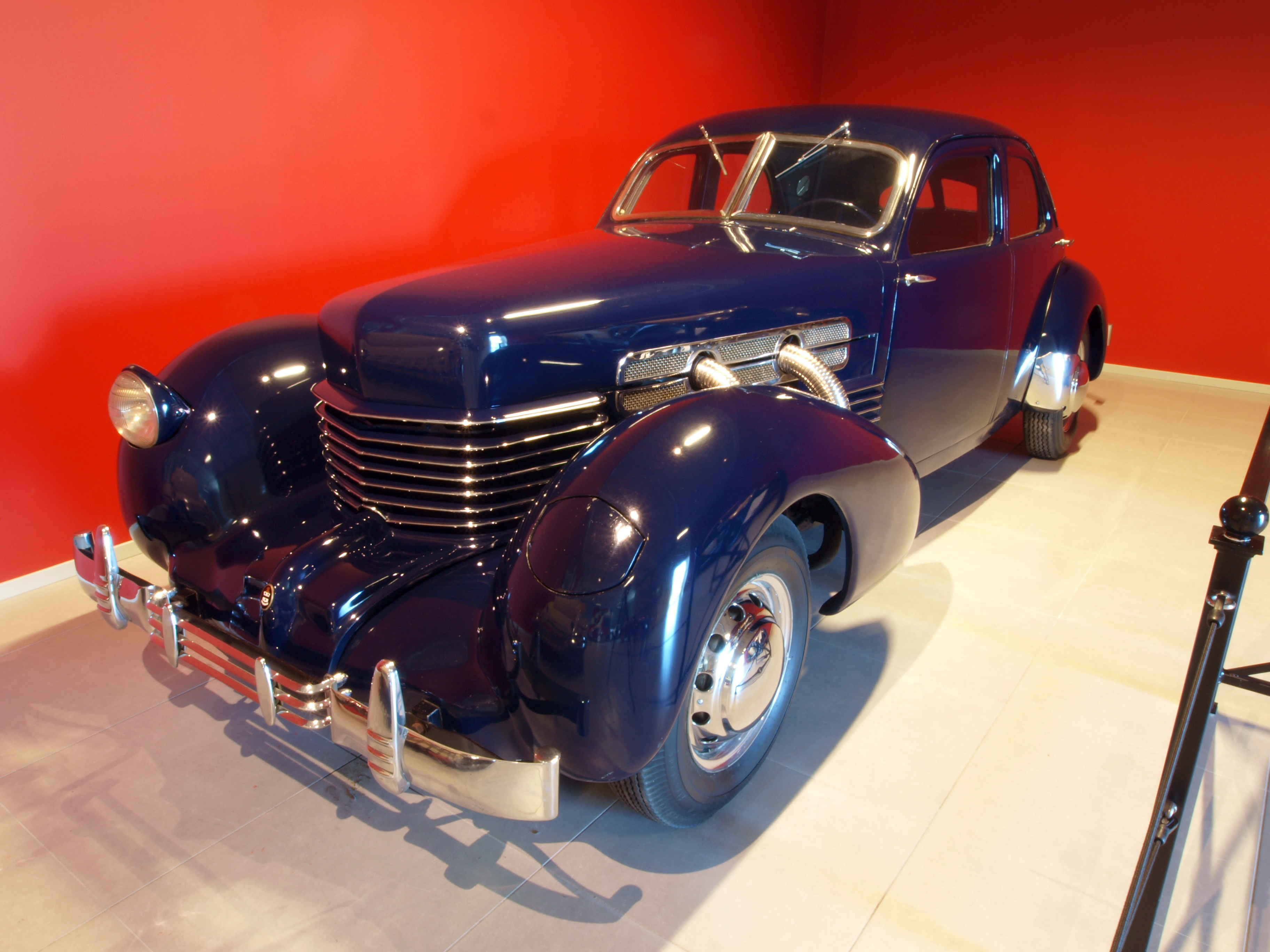
Cord 812SC Custom Berline

Продажі машини падали, причому катастрофічно. У середині 1937 року з'явилася подовжена на 18 см база, на цих шасі стали будувати дві моделі: Custom Beverly і Custom Berline, останній мав додаткове ребро-смужку на передку, всередині була скляна перегородка, всього була побудована 21 машина з 132" базою, з 2907 всього випущених. На око 132" модель від 125" можна відрізнити за більш товстою задньою стійкою даху.

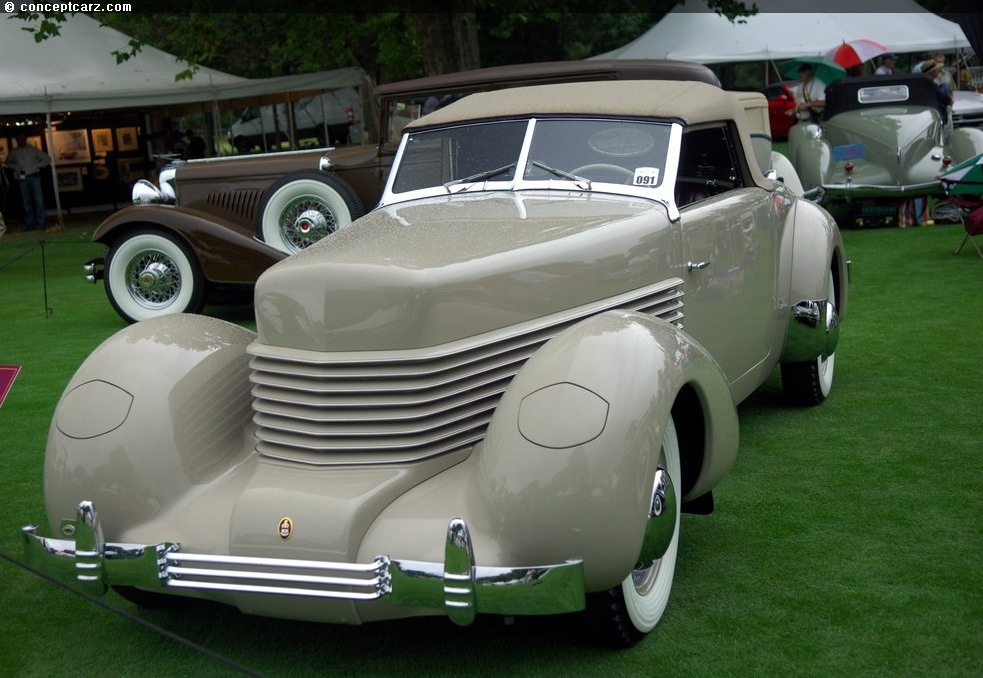
Cord 814

У серпні 1937 року Корд продає свою автомобільну компанію Далласу Уінслоу. До 1938 року новий дизайнер фірми «Корд» Алекс Трімуліс оновлює капот і кришку, що закриває корпус, машина отримує індекс 814. Однак далі одного прототипу справа не йде.

## Закриття компанії
Оскільки Уінслоу продає готові кузови фірмі Hupmobile, після її банкрутства кузови «Корда» використовували на автомобілях Graham-Page. У 1941 році фірму «Корд» визнають банкрутом.
Однак на складі залишається багато виготовлених і не використовуваних кузовів, які в підсумку дісталися фірмі «Ніссан», простоявши до початку 60-х в контейнерах — вони пішли на злам, але історія марки не закінчилася.

## Відродження марки
У 1964 Гленн Прей, який ще в 1954 році купив права на марку Cord в Уінслоу, за допомогою Гордона Б'юріга, дизайнера 810/812 серії, відновлює виробництво машин. Автомобіль був відтворений у трохи зменшеному масштабі, і кузови тепер були композитні з матеріалу Royalex.

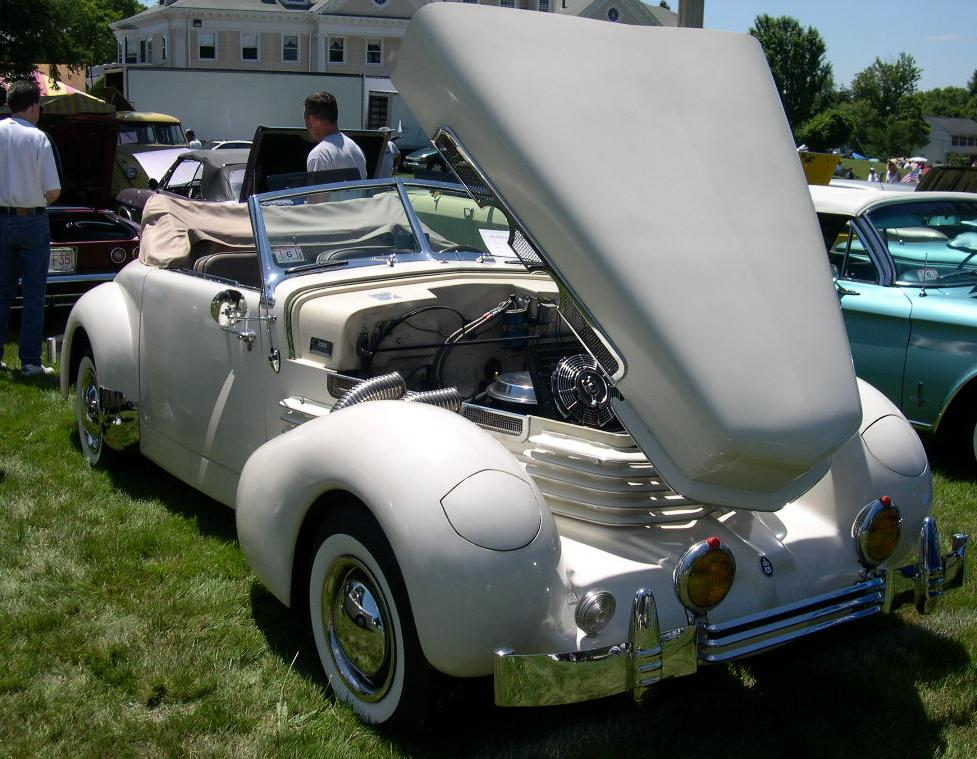
Cord 8/10 Sportsman

Як силовий агрегат використовується мотор і коробка передач від задньомоторного «Шевроле Корвейр». Автомобіль був передньопривідним, як і попередники, передня підвіска використовується від «Сітроена ТА».
Однак їм вдається за 3 роки продати всього 97 автомобілів.
У 1967 році Говард Вільямс і авіапромисловець Вільям П. Лір викуповують збанкрутілий «Корд», вони засновують фірму SAMCO, яка починає випускати автомобілі з технікою «Крайслер» і «Форд», дизайн машини переробили. Було 2 моделі: «Ворріор» і «Роял», перший мав базу довжиною 2,74 м, другий — 2,87. Крім того, спокусилися на «святая святих» — передній привід, автомобіль став задньопривідним.

## Припинення виробництва автомобілів
Загалом було випущено 430 автомобілів, і в 1971 році знову справа затихла. Фірма перейшла на виробництво будинків на колесах, але в 1975 році Вільямс починає займатися реставраціями оригінальних «Кордів», і викуповує у фірми «САМКО» преси з виготовлення кузовів. З 1983 року він відновлює виробництво «Кордів», до речі, Вільямс випускав і репліки Stutz Bearcat 1914 року.

## Список автомобілів Cord
- 1929 — Cord L29
- 1936 — Cord 810
- 1937 — Cord 812
  - Cord 812SC
- 1964 — Cord 8/10
- 1967 — Cord Royale
  - Cord Warrior